# 池澤あやか
池澤 あやか（いけざわ あやか、1991年（平成3年）7月28日 - ）は、日本のタレント、エンジニア、プログラマー。本名同じ。
東京都出身。慶應義塾大学環境情報学部卒業。東宝芸能所属。

## 経歴・人物
2006年1月9日、第6回東宝「シンデレラ」オーディションで審査員特別賞に選ばれる。オーディション合格直後から『ピチレモン』のレギュラーモデルとなる（2008年3月に卒業）。2006年8月公開の映画『ラフ ROUGH』でデビュー。
2014年3月、慶應義塾大学環境情報学部卒業。
デビュー時は女優として活動していたが、現在はテレビの情報番組やバラエティ番組への出演、Webメディアへの寄稿など、タレントとしての活動を中心としている。
フリーランスのエンジニアとしても活動していたが、30歳の節目として2022年6月より技術系企業に就職。きっかけは取引していたベンチャー企業が事業縮小したこと。もともとチームで動いていたので、組織の中に入ることに違和感はないという。
2022年7月28日、自身のSNSにおいて結婚したことを公表した。なお、法的における結婚の手続きは執らず、事実婚という形であり、同月29日にハワイで挙式を行っている。
2024年7月7日、自身のSNSにおいて第一子を出産したことを公表した。

## 出演

### テレビドラマ
- 土曜ワイド劇場（テレビ朝日系）
  - 刑事殺しシリーズ - 野津めぐみ 役
    - 刑事殺し（2007年5月19日）
    - 刑事殺し2（2008年6月21日）
    - 刑事殺し 完結編（2009年8月22日）

  - デパート仕掛け人!天王寺珠美の殺人推理3（2009年10月17日） - 桐野詩織 役
- プロポーズ大作戦 OPERATION LOVE 第1話（2007年4月16日、フジテレビ系） - 高校生（クラスメイト） 役[注 2][11][注 3][12]
- 水曜ドラマ 斉藤さん（2008年1月9日 - 3月19日、日本テレビ系） - 奥村早紀枝 役
- 開局55年記念特別ドラマ 霧の火-樺太・真岡郵便局に散った9人の乙女たち-（2008年8月25日、日本テレビ系） - 川島あかね 役[13]
- 推定有罪 第4話・最終話（2012年4月15日・22日、WOWOW）[14]
- 水曜ミステリー9（テレビ東京系）
  - 介護ヘルパー紫雨子の事件簿 第1作（2012年6月13日） - 坂井マリ 役
  - 無敵の法律事務所 弁護の鉄人 橘明日香（2015年6月3日） - 真部美波 役

### 映画
- ラフ ROUGH（2006年、東宝） - 中学生 役[15]
- あしたの私のつくり方（2007年、日活） - 小学生と中学生 役
- 犯人に告ぐ（2007年、WOWOW） - 2人組のアイドルデュオ WA（ダブリュー・エー）の1人 役（写真出演）
- デトロイト・メタル・シティ（2008年、東宝） - 根岸朋子 役
- Departed to the future（2009年）
- 短編映画『まとう』（2010年）
- それでも花は咲いていく「パンジー」（2011年） - 愛子 役
- 僕等がいた（2012年）

### バラエティ
- 平成教育学院（2011年2月13日、フジテレビ） - 解答者
- 雑学王3時間スペシャル（2011年3月24日、テレビ朝日） - 解答者
- くりぃむクイズ ミラクル9（2013年9月4日 - 、テレビ朝日） - 解答者、不定期出演
- NHKとっておきサンデー（2015年4月12日 - 2016年2月28日、NHK総合テレビ） - 司会
- サキどり（2016年2月28日、NHK総合テレビ） - ゲスト
- パックン・河北麻友子・池澤あやか VRフレンズ2（2017年10月13日 - 12月30日、TOKYO MX1）

### 情報番組
- ABEMA Prime（2016年4月 - 、AbemaTV） - 月曜日アンカー[注 4]
- やんちゃ技術バラエティ トンガ理系TV presented by 日本電産（2017年12月27日・2018年3月6日、AbemaTV）
- アーススキャナー "空白地帯"の謎に迫る（2018年5月4日、NHK総合テレビ） - 案内 役
- 総合診療医 ドクターG+（2018年7月14日 - 、NHK総合テレビ） - 情報コーナー担当
- 「Twitterミーティング #私たちでつくる社会 」 - こんな時だから真面目に考える「男女が共に支え合う社会」- （2019年7月8日、AbemaTV）- 司会進行[16]
- かんさい熱視線　世界で勝てる!?関西のテクノロジー　電池　ダイヤモンド半導体　(2024年1月26日、NHK)

### 教育番組
- NHK高校講座 社会と情報（2013年4月18日 - 、NHK Eテレ） - MC
- 趣味どきっ! はじめようスマホ（2017年11月6日 - 、NHK Eテレ） - 講師
- 趣味どきっ! 簡単!便利!いまからスマホ（2018年6月4日 - 2018年7月30日、NHK Eテレ） - 講師

### 舞台
- こもれびの中で（2010年8月27日 - 9月12日） - 主演
- BLAM!!!vol.3「テガミ」（2011年1月6日 - 11日、萬劇場）

### Vシネマ
- Departed to the future（2009年3月25日発売） - MAMI 役

### CM
- 大阪ガス「企業環境PR・風」篇（2007年 - ）
- 国民生活金融公庫（2007年 - ） - ポスター広告のみ
- サントリー「C.C.Lemon」（2012年 - ） - 関ジャニ∞と共演
- 第一三共ヘルスケア「エージーノーズ」（2013年 - ）

### ラジオ
- TOKYO FM デジタルラジオ701ch「THE ROOMS」（2006年12月 - 2007年12月） - VJ
- J-WAVE J-WAVE HOLIDAY SPECIAL LEXUS presents BEYOND EXPECTATION〜collaboration with The 44th Tokyo Motor Show 2015〜（2015年11月3日） - 別所哲也と共演

### 雑誌
- ピチレモン（2006年5月号 - 2008年4月号、学研） - 専属モデル
- MacPeople（2012年 - 、ASCII MEDIA WORKS） - 連載

### PV
- SHOWTA.「願い星」（2006年）
- Monkey Majik + SEAMO「卒業、そして未来へ」（2007年）
- 少年カミカゼ「Altair 〜キミと出逢えたこと〜」（2007年）
- 少年カミカゼ「閃光花火」（2007年）
- AIDS チャリティ Project「RED RIBBON Spiritual Song 〜生まれ来る子供たちのために〜」（2007年）
- シクラメン「とおくとおく」（2010年）

## 作品

### 書籍
- 小学生から楽しむ Rubyプログラミング（2014年7月19日、日経BP社） –（株）まちづくり三鷹、高橋征義との共著。
- アイディアを実現させる最高のツール プログラミングをはじめよう（2015年3月22日、大和書房）ISBN 978-4479794653
- はじめてのスマホ　困った！解決ブック（2018年6月25日、NHK出版）

### イメージビデオ
- Switch（2008年2月29日、ぶんか社）
- ルクルク（2010年7月29日、イーネット・フロンティア）